# فرودگاه فورد (دیر بورن)
فرودگاه فورد (دیر بورن) (به انگلیسی: Ford Airport (Dearborn)) یک فرودگاه است . این فرودگاه در شهر دیربورن کشور ایالات متحده آمریکا قرار دارد .